# Université Notre-Dame d'Haïti
L'université Notre-Dame d'Haïti (UNDH) est une université catholique. Elle a son siège social à Port-au-Prince. Elle a été fondée en 1995.

## Organisation
L'UNDH est constituée de neuf Unités diocésaines / départementales d'enseignement, de recherche et de service (UDERS). Elle renferme actuellement une vingtaine de facultés et un programme de MBA. On peut citer :  
- La Faculté de médecine et des sciences de la santé (FMSS) de l'UDERS de Port-au-Prince ;
- La Faculté des Sciences Administratives (FSA) de l’UDERS du Cap-Haitien ;
- La Faculté d’Agronomie de l’UDERS du Cap-Haitien ;
- La Faculté des Sciences Infirmières de l’UDERS du Cap-Haitien ;
- La Faculté d’Agronomie de l’UDERS des Cayes ;
- La Faculté des Sciences Infirmières de l’UDERS des Cayes ;
- La Faculté des Sciences Administratives de l’UDERS des Gonaïves ;
- La Faculté des Sciences Infirmières de l’UDERS des Gonaïves ;
- La Faculté de Génie Civil de l’UDERS des Gonaïves ;
- La Faculté des Sciences Infirmières de l’UDERS de Hinche ;
- La Faculté de Biologie Médicale de l’UDERS de Hinche ;
- La Faculté de Gestion de l’UDERS de Jacmel ;
- La Faculté des Sciences Infirmières de l’UDERS de Jacmel ;
- La Faculté des Sciences de l'Education de l’UDERS de Jacmel ;
- La Faculté de Pharmacie de la FMSS de l'UDERS de Port-au-Prince ;
- La Faculté des Sciences Infirmières de l’UDERS de Port-au-Prince ;
- La Faculté des Lettres et des Sciences Humaines de l’UDERS de Port-au-Prince ;
- La Faculté des Sciences Economiques, Sociales et Politiques de l’UDERS de Port-au-Prince ;
- Le Centre de Formation des Enseignants de l’Ecole Fondamentale (CFEF) Filles de Marie ;
- La Faculté des Sciences Infirmières de l’UDERS de Port-de-Paix ;
- La Faculté des Sciences de l'Education de l’UDERS de Port-de-Paix ;
- Le Master of Business in Administration (MBA) de Port-au-Prince.